# Fedor Tchispiyakov
Fedor Stepanovitch Tchispiyakov (en russe : Фёдор Степанович Чиспияков ; Mejdouretchensk, 1906-1978) était un écrivain russe. Il est considéré le père de la littérature en chor.
Il fait sa formation à Moscou et travaille plus tard comme professeur chez sa Sibérie natale.

## Œuvres
- Шолбан, 1934
- Чулеш, Таныш, parmi d'autres, années 1940